# Marcos de Oliveira Valin Jr
Marcos de Oliveira Valin Jr. (Botelhos, 9 de maio de 1988) é um professor e pesquisador brasileiro, com atuação no Instituto Federal de Educação, Ciência e Tecnologia de Mato Grosso (IFMT). É o Coordenador-Geral do Programa Solo Vivo, uma iniciativa do Governo Federal para a recuperação de áreas degradadas e fortalecimento da agricultura familiar em Mato Grosso.

## Formação e Carreira
É Doutor em Física Ambiental pela Universidade Federal de Mato Grosso (UFMT). Ingressou como professor no Instituto Federal de Mato Grosso (IFMT) em 2012, onde atua no departamento de infraestrutura com foco em materiais e técnicas de construção. É docente permanente do Programa de Mestrado Profissional em Educação Profissional e Tecnológica (ProfEPT).

## Projetos de Destaque
Em 2020, coordenou o projeto de extensão "Mãos Limpas", que desenvolveu lavatórios portáteis para higienização das mãos durante a pandemia de COVID-19. A iniciativa teve repercussão nacional, sendo noticiada no telejornal Bom Dia Brasil, da TV Globo.
Em 2024, assumiu a coordenação-geral do Programa Solo Vivo, lançado pelo Presidente da República, para prestar assistência técnica a centenas de famílias de agricultores em Mato Grosso, utilizando um aplicativo desenvolvido pelo IFMT para análise de solo.

## Prêmios e Reconhecimento
Em 2023, recebeu o Título de Cidadão Mato-grossense, concedido pela Assembleia Legislativa do Estado de Mato Grosso em reconhecimento aos seus serviços prestados ao estado.